# Neun im Fadenkreuz
Neun im Fadenkreuz (Originaltitel: Sans mobile apparent)  ist ein französischer Kriminalfilm von Philippe Labro aus dem Jahr 1971 mit Jean-Louis Trintignant als eigensinniger Ermittler in der Hauptrolle. Das Drehbuch verfasste der Regisseur unter Mitwirkung von Vincenzo Labella und Jacques Lanzmann, basierend auf dem Roman Ten Plus One von Ed McBain.

## Handlung
Kriminalkommissar Carella ermittelt in einer Mordserie in Nizza. Alle Opfer entstammen gutsituierten Kreisen. Sein Vorgesetzter drängt ihn, in Richtung einer politischen Motivlage zu ermitteln, denn linke Gruppen treiben in der Gegend ihr Unwesen. Doch das erweist sich als Irrweg. Als auch Carellas Freundin Jocelyne aus einem Dachfenster heraus erschossen wird, ist er Zeuge und verletzt den flüchtenden Täter durch Schüsse. Offenbar hatte Jocelyne alle bisherigen Opfer gekannt; sie hätte daher bei den Ermittlungen behilflich sein können. Stattdessen liefert Sandra, die Stieftochter eines der Mordopfer, eine Liste, die die bisherigen Opfer und Namen fünf weiterer Personen enthält – alle neun sind Laiendarsteller in einem Theaterstück. Demnach sind weitere Taten zu befürchten.
Hélène Vallée, eines der potentiellen Opfer, berichtet von einer Sexorgie innerhalb des Theaterensembles nach einer Aufführung vor acht Jahren, bei der Juliette, die Hauptdarstellerin, zum Sex gezwungen wurde, sodass sie schwere psychische Schäden erlitt. Von nun an konzentriert Carella die Ermittlungen auf Juliettes Umfeld. Perry, ihr Ehemann, bittet um Polizeischutz für seine traumatisierte Frau. Unterdessen hat Carella das Gefühl, dem gesuchten Täter gegenüberzustehen, und stellt ihm eine Falle. Er konfrontiert Juliette vor ihrem Haus mit dem Verdacht, Perry wolle die Vergewaltigung seiner Frau mit den Morden rächen; Juliette verfällt in Panik. Perry beobachtet die Szene von seinem Fenster aus und ist wütend, hatte er doch darum gebeten, mit seiner geliebten Frau behutsam umzugehen. Er nimmt ein Gewehr und schießt auf die Beamten. Damit gibt sich Perry als Täter zu erkennen und wird von Carella erschossen.
Carella quittiert nach diesem Fall den Polizeidienst. Die Ermordung seiner Freundin Jocelyne vor seinen Augen hat ihn hart getroffen.

## Hintergrundinformationen
Der Film wurde in Nizza gedreht. Am 15. September 1971 feierte er in Frankreich Premiere. In der Bundesrepublik Deutschland kam er am 13. Juli 1972 in die Kinos. Die DDR-Lichtspielhäuser zeigten den Film ab dem 28. November 1974 unter dem abweichenden Titel Ohne besonderes Tatmotiv, was der ungefähren Übersetzung des französischen Originaltitels entspricht.
Die für das Jahr 2002 geplante Neuverfilmung des Themas unter dem Titel Without Apparent Motive mit Richard Gere und Julianne Moore in den Hauptrollen wurde von Regisseur Bille August wieder verworfen.

## Synchronisation
Es existieren zwei deutsche Synchronfassungen, eine für die BRD und eine für die DDR. Die West-Fassung entstand im MGM Synchronisations-Atelier, West-Berlin. Die Ost-Fassung entstand im DEFA Studio für Synchronisation, Leipzig. Fanny Berthold schrieb das Dialogbuch und Wolfgang Krüger führte Regie.
| Rolle              | Darsteller             | Synchronsprecher (BRD 1972) | Synchronsprecher (DDR 1975) |
| ------------------ | ---------------------- | --------------------------- | --------------------------- |
| Stéphane Carella   | Jean-Louis Trintignant | Rolf Schult                 | Siegfried Voß               |
| Jocelyne Rocca     | Carla Gravina          | ?                           | Astrid Bless                |
| Juliette Vaudreuil | Laura Antonelli        | Dagmar Biener               | Renate Bahn                 |
| Perry Rupert Foote | Jean-Pierre Marielle   | Hans Wiegner                | Hinrich Köhn                |
| Sandra Forest      | Dominique Sanda        | Traudel Haas                | Ulrike Mai                  |
| Julien Sabirnou    | Sacha Distel           | Norbert Langer              | Thomas Kästner              |
| Hélène Vallée      | Stéphane Audran        | Eva Katharina Schultz       | Ursula Birr                 |
| Francis Palombo    | Paul Crauchet          | Edgar Ott                   | Horst Kempe                 |
| Hans Kleinberg     | Erich Segal            | Norbert Gescher             | Dieter Bellmann             |
| Bozzo              | Gilles Ségal           | Wolfgang Draeger            | Alfred Woronetzki           |
| Vizepräfekt        | André Falcon           | Klaus Miedel                | ?                           |
| Tony Forest        | Michel Bardinet        | Jochen Schröder             | ?                           |

## Kritik
Das Lexikon des internationalen Films würdigt zwar die darstellerische Leistung, die Gesamtbewertung des Films fällt jedoch eher mittelmäßig aus.